# Ácido difluorfosfórico
Ácido difluorfosfórico é um composto químico de fórmula molecular F2HPO2

## Características
É um líquido incolor, de odor penetrante e irritante. O ácido tem aplicações limitadas, em parte porque é termicamente e hidroliticamente instável. Reage violentamente com água formando o ácido fluorídrico que é altamente tóxico e corrosivo. Não é inflamável, mas, se exposto ao fogo libera vapores de ácido fluorídrico e ácido fosfórico, ambos tóxicos. É corrosivo para a maioria dos metais e, se em ambiente úmido, é corrosivo para com o vidro.

## Propriedades físico-químicas
- Calor latente de vaporização 77 cal.g−1